# 布瓦勒鲁瓦
布瓦勒鲁瓦（法語：Bois-le-Roi，法語發音：[bwa lə ʁwa] ⓘ）是法国塞纳-马恩省的一个市镇，位于该省西南部，属于枫丹白露区。

## 地理
布瓦勒鲁瓦（48°28'25"N, 2°41'50"E）面积6.91 平方千米，位于法国法蘭西島大區塞纳-马恩省，该省份为法国北部内陆省份，北起瓦兹省，西接埃松省、马恩河谷省、塞纳-圣但尼省和瓦兹河谷省，南至卢瓦雷省，东南接约讷省，东临马恩省和奥布省，东北接埃纳省。
与布瓦勒鲁瓦接壤的市镇（或旧市镇、城区）包括：枫丹白露、拉罗谢特、塞纳河畔萨穆瓦、沙特雷特、方丹港。

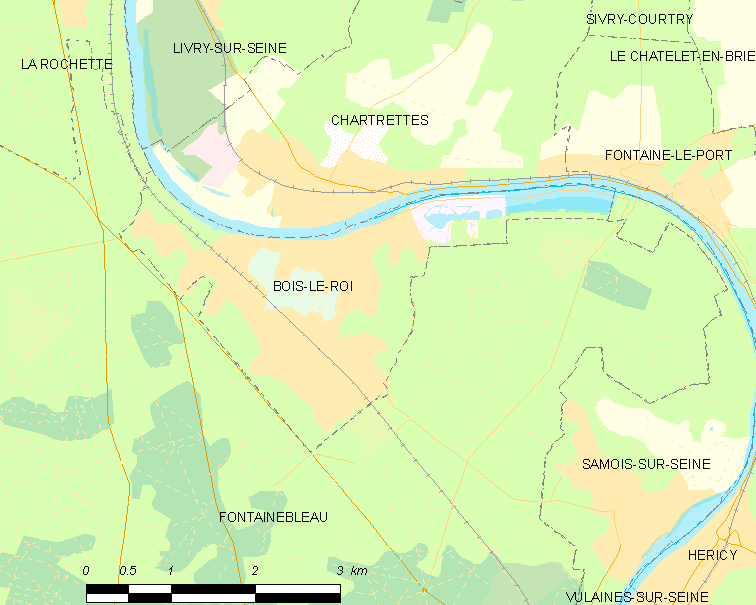
布瓦勒鲁瓦的OSM定位图

布瓦勒鲁瓦的时区为UTC+01:00、UTC+02:00（夏令时）。

## 行政
布瓦勒鲁瓦的邮政编码为77590，INSEE市镇编码为77037。

## 政治
布瓦勒鲁瓦所属的省级选区为楠日县。

## 人口

1962-2008年间布瓦勒鲁瓦人口变化图示

布瓦勒鲁瓦于2022年1月1日时的人口数量为6026人。